# Saint-Palais (Cher)
Saint-Palais – miejscowość i gmina we Francji, w Regionie Centralnym, w departamencie Cher.
Według danych na rok 1990 gminę zamieszkiwały 602 osoby, a gęstość zaludnienia wynosiła 23 osoby/km² (wśród 1842 gmin Regionu Centralnego Saint-Palais plasuje się na 603. miejscu pod względem liczby ludności, natomiast pod względem powierzchni na miejscu 451.).